# Houchin Communal Cemetery
Houchin Communal Cemetery is een begraafplaats gelegen in de Franse plaats Houchin (Pas-de-Calais). De militaire graven worden onderhouden door de Commonwealth War Graves Commission.
De begraafplaats telt 8 geïdentificeerde Gemenebest graven uit de Eerste Wereldoorlog.